# Obergegend
Obergegend ist eine Ortschaft und eine Katastralgemeinde der Gemeinde St. Veit an der Gölsen im Bezirk Lilienfeld in Niederösterreich.

## Geschichte
Laut Adressbuch von Österreich waren im Jahr 1938 in Obergegend ein Gastwirt, ein Gemischtwarenhändler und mehrere Landwirte ansässig.

## Siedlungsentwicklung
Zum Jahreswechsel 1979/1980 befanden sich in der Katastralgemeinde Obergegend insgesamt 34 Bauflächen mit 22.258 m² und 45 Gärten auf 138.201 m², 1989/1990 gab es 34 Bauflächen. 1999/2000 war die Zahl der Bauflächen auf 122 angewachsen und 2009/2010 bestanden 61 Gebäude auf 126 Bauflächen.

## Bodennutzung
Die Katastralgemeinde ist landwirtschaftlich geprägt. 178 Hektar wurden zum Jahreswechsel 1979/1980 landwirtschaftlich genutzt und 129 Hektar waren forstwirtschaftlich geführte Waldflächen. 1999/2000 wurde auf 168 Hektar Landwirtschaft betrieben und 140 Hektar waren als forstwirtschaftlich genutzte Flächen ausgewiesen. Ende 2018 waren 164 Hektar als landwirtschaftliche Flächen genutzt und Forstwirtschaft wurde auf 139 Hektar betrieben. Die durchschnittliche Bodenklimazahl von Obergegend beträgt 30,2 (Stand 2010).

## Persönlichkeiten
- Johann Fischer (1876–1954), Landwirt, Politiker und Abgeordneter zum Landtag von Niederösterreich sowie Mitglied des Bundesrates